# Poisvilliers
Poisvilliers ist eine französische Gemeinde mit 460 Einwohnern (Stand: 1. Januar 2022) im Département Eure-et-Loir in der Region Centre-Val de Loire. Sie gehört zum Arrondissement Chartres und zum Kanton Chartres-1.

## Geographie
Poisvilliers liegt etwa sechs Kilometer nördlich des Stadtzentrums von Chartres. Umgeben wird Poisvilliers von den Nachbargemeinden Berchères-Saint-Germain im Norden, Saint-Prest im Osten und Südosten, Lèves im Süden, Bailleau-l’Évêque im Südwesten und Westen sowie Fresnay-le-Gilmert im Westen und Nordwesten.

## Bevölkerungsentwicklung
| Jahr                       | 1962 | 1968 | 1975 | 1982 | 1990 | 1999 | 2006 | 2020 |
| Einwohner                  | 165  | 168  | 203  | 228  | 234  | 260  | 327  | 445  |
| Quellen: Cassini und INSEE |      |      |      |      |      |      |      |      |

## Sehenswürdigkeiten

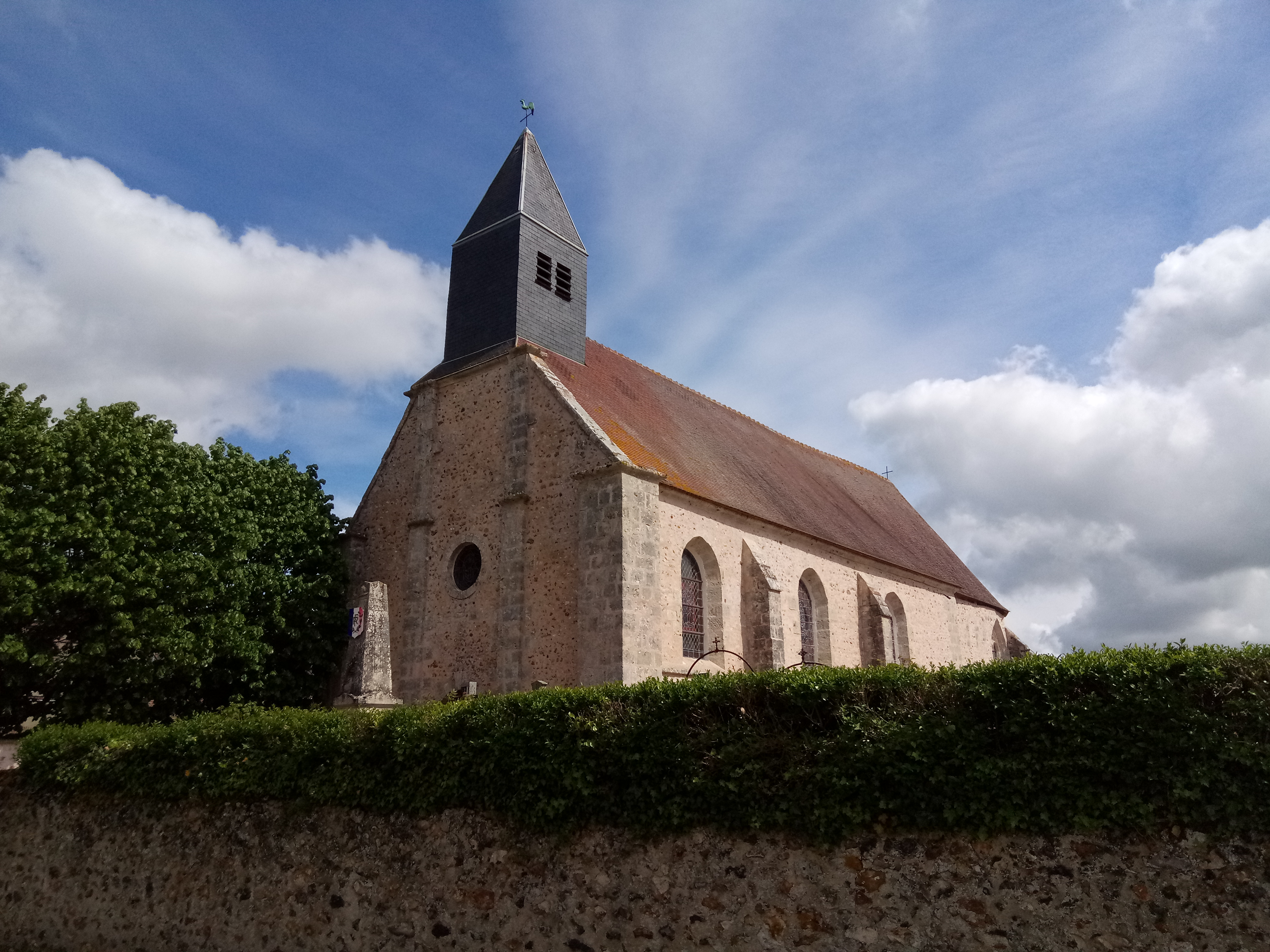
Kirche Saint-Étienne
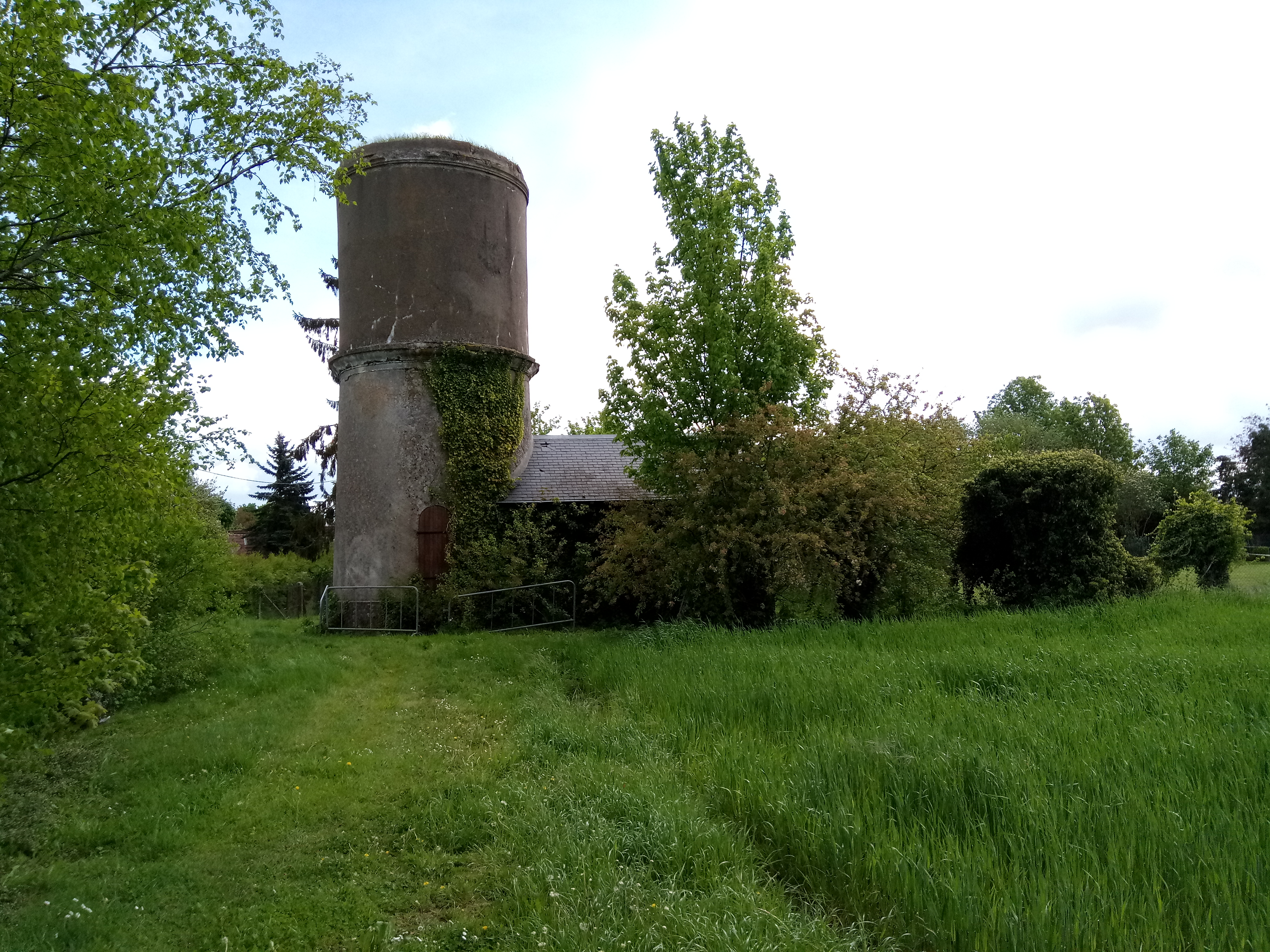
Wasserturm
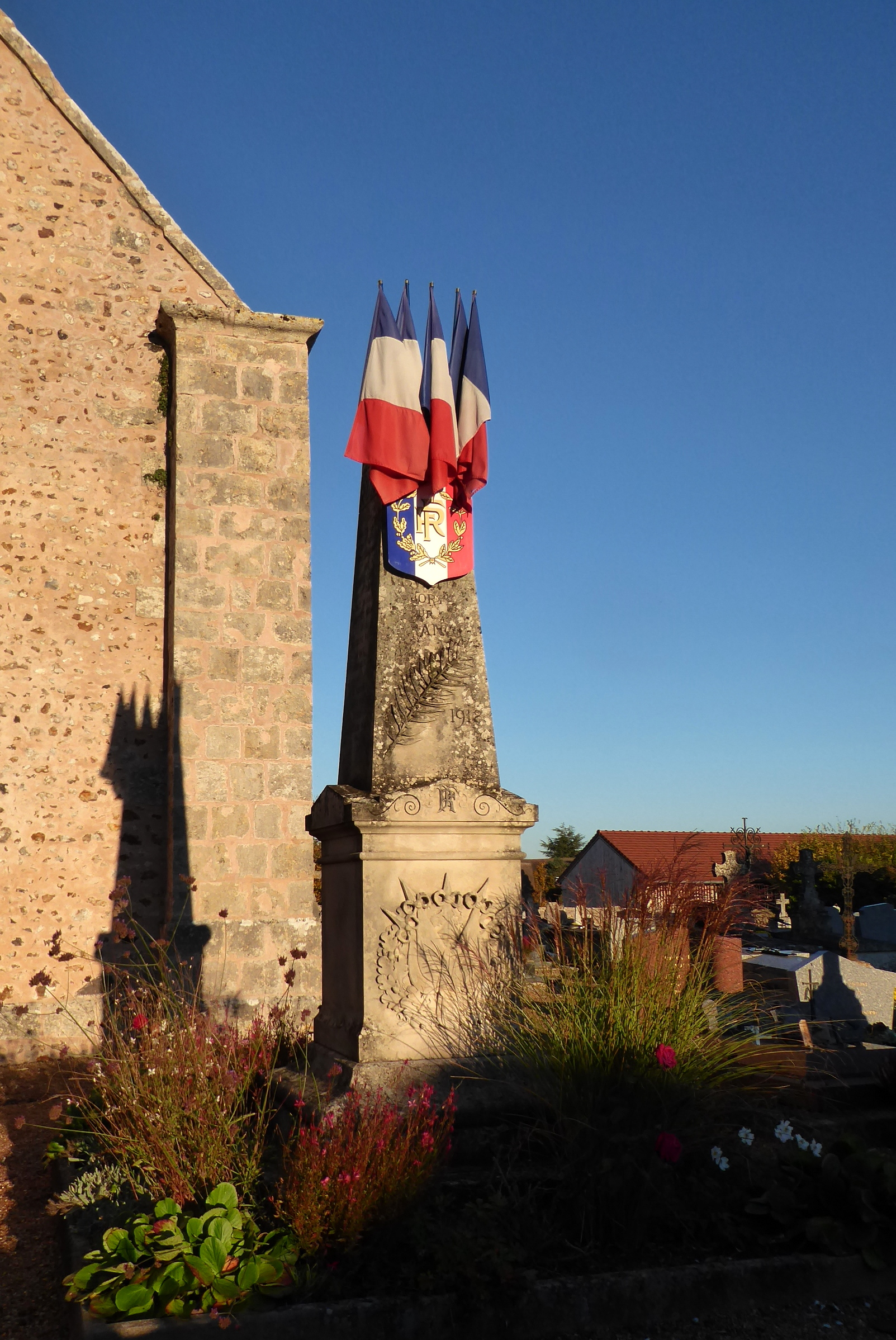
Gefallenendenkmal

- Kirche Saint-Étienne
- Wasserturm
- Gefallenendenkmal